# Tom Allen
Thomas Hodge Allen dit Tom Allen, né le 16 avril 1945 à Portland (Maine), est un homme politique américain. Membre du Parti démocrate, il est élu pour le Maine à la Chambre des représentants des États-Unis de 1997 à 2009.

## Biographie
Diplômé du Bowdoin College en 1967, Tom Allen obtient une bourse Rhodes pour étudier à Oxford. Durant ses études, il travaille pour le gouverneur du Maine Kenneth Curtis (en) puis le sénateur Edmund Muskie. Il décroche par la suite un doctorat de la faculté de droit de Harvard, en 1974, et devient avocat.
Allen est élu au conseil municipal de sa ville natale, Portland de 1989 à 1995. Pendant deux ans, entre 1991 et 1992, il est maire de la ville.
Il se présente à la Chambre des représentants des États-Unis lors des élections de 1996. Il affronte le républicain sortant, Jim Longley (en), qu'il dépeint comme trop conservateur pour le premier district du Maine. Allen est élu représentant puis réélu à cinq reprises.
En 2008, il n'est pas candidat à sa réélection et se présente face à la sénatrice Susan Collins. Dans un contexte pourtant favorable aux démocrates, il est largement battu par la républicaine, qui le devance de 22 points. Il est même distancé dans son district, où Collins rassemble 58 % des voix.
Après sa défaite, il prend la présidence de l'association des éditeurs américains (Association of American Publishers (en)), de 2009 à 2017.